# Poison (Final Fight)
Poison (ポイズン Poizun) es un personaje ficticio procedente del videojuego Final Fight y añadido recientemente a la serie Street Fighter. Creada por Akira Yasuda de Capcom, Poison apareció por primera vez en Final Fight junto a una compañera similar, Roxy, posteriormente apareciendo en juegos, medios y mercancías relacionadas con la franquicia Street Fighter de la misma productora, Capcom.

## Apariencia
Poison tiene un look punk, su cabello de gran tamaño de color rosado, sus ojos son azules y su piel es blanca bronceada, posee un rostro muy sensual. Sin embargo su figura corporal es extremadamente exuberante, destacando demasiado sus grandes senos, su voluptuoso trasero y sus contorneadas piernas. Su ropa es un short jean muy pequeño, un top blanco extremadamente corto con escote y un sombrero de policía. Viste tacones, muñequeras y esposas en su cintura, como arma usa un látigo.

## Historia
Poison fue abandonada al nacer y llevada a un orfanato dónde pasó su infancia. Debido a la violencia que existía entre niños y niñas en el orfanato, ella aprendió a pelear desde que era pequeña. Ahí conoció a Roxy con quien une fuerzas para enfrentar los maltratos y abusos que sufría en el orfanato. Una vez cumplida la mayoría de edad, descubrió una manera fácil de hacer dinero rápidamente: participando junto con Roxy en las actividades criminales de la banda Mad Gear. Fue admitido en la mafia y comenzó a colaborar con la organización criminal que por esos tiempos se hacía cada vez más poderoso.
Tiempo después, Belger, el líder de la banda, ordena a Roxy, El Gado, Hugo Andore, G. Oriber, y otros integrantes de la banda  que detuvieran a cualquier costo a Cody Travers, Mike Haggar y Guy, quienes intentaban liquidar a la Mad Gear. Se enfrentó a ellos en diversas oportunidades resultando derrotada. Cuando la banda se reorganizó luego de la muerte de Belger, Poison decidió no volver a ella. Sucedía que empezó a enamorarse de Cody al cual trató de seducir durante algún tiempo como se observa en Final Fight Revenge.
Pasado el tiempo cuando la Mad Gear fue desintegrada de forma definitiva Poison se reencuentra con Hugo a quien ayuda asumiendo como su mánager. Luego de un tiempo ella logra que Hugo tenga una oportunidad en la Federación de Lucha Libre y derrotando con mucha facilidad a los adversarios, Hugo se convierte en campeón absoluto.

## Street Fighter X Tekken
Después de varios años de ausencia en los videojuegos Poison aparece en el crossover de videojuegos Street Fighter X Tekken, pero esta vez como una luchadora que quiere destacar en sus habilidades como mujer peleadora. Se une junto con Chun-Li, Cammy y Juri Han. Su compañero oficial es Hugo.

## Ultra Street Fighter IV
Debido a la acogida y éxito que tuvo su aparición en el crossover Street Fighter X Tekken, Poison fue incluida en ese videojuego junto con Rolento, Hugo y Elena.
Después del colapso de Mad Gear, ella se convierte en una mánager de la lucha libre. Sin embargo, sus cargos son muy mediocres y la asistencia a sus eventos tenían poca acogida.
Cuando se da cuenta de que sus luchadores no logran interesar a la gente y escucha las marcas de hablar de lo que prefieren ver «el evento principal» (probablemente refiriéndose al torneo SIN que tiene volantes alrededor del lugar), que entra en el ring a sí misma y derrota a dos de sus empleados. Ella decide ir al torneo para explorar su fuerza y habilidad. 
Tras el torneo, se encuentra con su mejor amigo Hugo y ella le ofrece ser su mánager y aunque él es renuente al principio, finalmente acepta. 
En propio final de Poison, que de alguna manera se las arregla para convencer a Cody, Guy, Hugo y Rolento para formar una banda de rock con ella la cual se nombran «The Mad Gear», con Ryu y Ken encargados en las escénicas pirotecnia en la que ambos crean dos impactados Hadoken encima del escenario. El estado canónico de este final es muy dudosa, pero no imposible.

## Street Fighter V
Se confirmó que Poison aparecerá en la cuarta temporada de Street Fighter V como personaje seleccionable.[cita requerida]

## Datos adicionales
- Gustos: Su gato, Cody, maquillaje (en especial si son labiales)
- Odia: Policías, Mike Haggar, salchichas.
- Comida favorita: Patatas fritas.
- Pasatiempos: Acrobacias.
- Medidas: 88-66-89

## Censura y controversia sobre su género
El videojuego original de recreativas Final Fight fue versionado a las consolas de Super Nintendo. Un estadounidense que trabajaba como testeador en Capcom revisó el contenido durante el proceso de la localización de uno de los diseñadores japoneses, y se opuso que el protagonista del videojuego golpeara a mujeres, refiriéndose a Poison y a su compañera Roxy, enemigas a batir en el nivel 2 del videojuego. Sin embargo, Akira Yasuda tuvo que señalar que Poison y Roxy eran «transexuales». A pesar de sus objeciones, Poison y Roxy fueron reemplazadas por dos personajes masculinos de aspecto punky llamados Billy y Sid. Este cambio afectó a las versiones americanas y europeas del videojuego para las consolas de Nintendo, incluyendo la versión de Game Boy Advance, Consola Virtual de la Wii y en el videojuego Final Fight: Streetwise, que viene incluido como extra desbloqueable. Las versiones occidentales de la consola de Sega Mega-CD ha censurado a los personajes de una manera distinta, ya que Poison y Roxy aparecen pero, debido a sus diminutas prendas que al parecer inspiraban sexo y lujuria, les colocaron camisetas de manga larga sin escote y pantalones largos. Sin embargo, cuando llegó la versión de Super Nintendo de Final Fight Guy en el manual del cartucho se define sexualmente a Poison como «newhalf» (transexual). En resumen, en el Occidente y Japón se considera que Poison es una mujer transexual, pero en Estados Unidos y Latinoamérica la consideran una mujer cis, aunque Capcom todavía no ha definido oficialmente este asunto. Según Akira Nishitashi en referencia a este tema: «Si es trans o cis, es algo que los jugadores deben juzgar como desean verla».

## Apariciones
- Final Fight, como uno de los enemigos a derrotar en el nivel 2.
- Final Fight Revenge, como luchadora seleccionable.
- Street Fighter III: 2nd Impact, como un cameo (al seleccionar a Hugo y en su ending).
- Street Fighter III: 3rd Strike, como un cameo (al seleccionar a Hugo y en su ending).
- Street Fighter X Tekken, como luchadora seleccionable.
- Ultra Street Fighter IV, como luchadora seleccionable.
- Street Fighter V, como luchadora seleccionable.
- Snk vs. Capcom SVC Chaos, como un cameo (al seleccionar a Hugo y en su ending).

## Otros datos de interés
- Tras la salida de Street Fighter X Tekken Poison fue de los personajes más inesperados que obtuvo cierta fama y muy buena acogida, incluso volvió a causar controversia debido a que hasta ahora no se sabe si es hombre o mujer. Como se vuelve a mencionar, esta decisión está a favor de los fanáticos como desean ver al personaje. Sin embargo se solicitó para ser una de las chicas incluidas para Ultra Street Fighter IV. Sin embargo Ono declaró que por problemas con su género sexual en Japón y Occidente, Poison no podría ser un personaje jugable. A pesar de esa declaración, Poison fue incluida en Ultra Street Fighter IV.